# 若爾尼西卡
49°54′23″N 23°48′55″E / 49.90639°N 23.81528°E
若爾尼西卡（烏克蘭語：Жорниська），是烏克蘭的村落，位於該國西部利沃夫州，由亞沃里夫區負責管轄，始建於1869年，面積1.05平方公里，海拔高度290米，2001年人口358，人口密度每平方公里340.95人。